# Sarcophaga ancilla
Sarcophaga ancilla är en tvåvingeart som beskrevs av Camillo Rondani 1865. Sarcophaga ancilla ingår i släktet Sarcophaga och familjen köttflugor.
Artens utbredningsområde är Italien. Inga underarter finns listade i Catalogue of Life.